# Amethysphaerion guarani
Amethysphaerion guarani là một loài bọ cánh cứng trong họ Cerambycidae.